# Ben Walker (attore)
Ben Walker, conosciuto anche come Benjamin Walker (fl. XIX-XX secolo), è stato un attore statunitense.

## Biografia
Attore del cinema muto (non si conoscono i suoi dati biografici), lavorò negli anni dieci e venti in una trentina di film. Il suo nome appare per la prima volta nel 1913 in un cortometraggio della Lubin Manufacturing Company. Alla Lubin, fu collega di Oliver Hardy all'epoca in cui questi si faceva chiamare Babe Hardy; con lui, girò numerosi film.
Nel 1920, fu nel cast di un serial in 15 episodi The Whirlwind e nel Fantômas in 20 episodi di Edward Sedgwick prodotto dalla  Twentieth Century Fox.

## Filmografia
La filmografia è completa. Quando manca il nome del regista, questo non viene riportato nei titoli
- Stage-Struck Sally, regia di Arthur Hotaling (1913)
- Angel Cake and Axle Grease, regia di Arthur Hotaling (1913)
- She Must Be Ugly, regia di Arthur Hotaling (1913)
- The Widow's Wiles, regia di Arthur Hotaling (1913)
- Bottled Love
- He Said He Could Act, regia di Arthur Hotaling (1914)
- He Won a Ranch, regia di Arthur Hotaling (1914)
- The Particular Cowboys, regia di Arthur Hotaling (1914)
- He Said He Could Act
- Good Cider, regia di John A. Murphy (1914)
- Long May It Wave, regia di John A. Murphy (1914)
- Who's Boss? (1914)
- It's a Shame
- Kit, the Arkansaw Traveler, regia di Kenean Buel (1914)
- A Fatal Card
- Between One and Two (1914)
- Weary Willie's Rags (1914)
- A Double Role, regia di Will Louis (1915)
- An Expensive Visit, regia di Will Louis (1915)
- Clothes Count, regia di Arthur Hotaling (1915)
- Mixed Flats, regia di Will Louis (1915)
- A Lucky Strike, regia di Arthur Hotaling (1915)
- Capturing Bad Bill (1915)
- Her Choice, regia di Arthur Hotaling (1915)
- Her Romeo, regia di Arthur Hotaling (1915)
- It Happened in Pikesville', regia di Jerold T. Hevener (1916)
- The Silent Woman, regia di Herbert Blaché (1918)
- The Whirlwind serial di Joseph A. Golden (1920)
- Fantômas serial di Edward Sedgwick (1920)
- Pirates of the Sky, regia di Charles Andrews (1926)
- Lightning Hutch, regia di Charles Hutchison (1926)
- Snowed in, regia di Spencer Gordon Bennet (1926)
- The Little Firebrand, regia di Charles Hutchison (1927)
- The Fighting Marine, regia di Spencer Gordon Bennet (1926)
- The Winner, regia di Harry Joe Brown (1926)
- The Trunk Mystery, regia di Frank Hall Crane (1926)
- Tracked by the Police, regia di Ray Enright (1927)